# Micromerys raveni
Espèce
Micromerys raveni est une espèce d'araignées aranéomorphes de la famille des Pholcidae.

## Distribution
Cette espèce est endémique d'Australie. Elle se rencontre dans le Sud-Est du Queensland et le Nord-Est de la Nouvelle-Galles du Sud.

## Description
Le mâle holotype mesure 5,8 mm.

## Étymologie
Cette espèce est nommée en l'honneur de Robert John Raven.

## Publication originale
- Huber, 2001 :  The pholcids of Australia (Araneae; Pholcidae): taxonomy, biogeography, and relationships.Bulletin of the American Museum of Natural History, no 260, p. 1-144 (texte intégral) .